# Ленинец (Волгоградская область)
Ленинец — посёлок в Николаевском районе Волгоградской области России. Входит в состав Ильичёвского сельского поселения. Население 56 чел. (2010), из них 70 % (2002) — казахи.

## История
В соответствии с решением Волгоградского облисполкома от 17 мая 1978 года № 10/382 «О некоторых изменениях в административно-территориальном делении области» населенные пункты, имеющие служебное и временное значение — посёлки ОТФ Хасарова, ОТФ Адресова, ОТФ Насаналиева, ОТФ Касумова , были приписаны к постоянному населённому пункту — к пос. Ленинец, Ильичевский с/с .
В соответствии с Законом Волгоградской области от 14 февраля 2005 года № 1005-ОД  посёлок вошёл в состав образованного Ильичёвского сельского поселения.

## География
Расположен на северо-востоке региона, по левобережью Волгоградского водохранилища, в пределах степной зоны Низкого Заволжья.
Абсолютная высота 36 метров над уровнем моря.

## Население
| 2010 |
| ---- |
| 56   |

Гендерный состав
По данным Всероссийской переписи населения 2010 года в гендерной структуре населения из 56 человек мужчин — 26, женщин — 30 (46,4 и 53,6 % соответственно).
Национальный состав
Согласно результатам переписи 2002 года, в национальной структуре населения
казахи составляли 70 % из общей численности населения в 211 чел..

## Инфраструктура
Развитое сельское хозяйство. Скотоводство.
территория ОТФ на 12 км на юго-восток от посёлка Ленинец, тер. ОТФ на 12,7 км на юго-восток от Ленинец, тер. ОТФ на 14,5 км на юго-восток от Ленинец, тер. ОТФ на 22 км на юго-восток от п Ленинец, тер. ОТФ на 3 км на северо-запад от п Ленинец, тер. ОТФ на 3 км на юго-восток от Ленинец, тер. ОТФ на 3,5 км на северо-запад Ленинец.

## Транспорт
Просёлочные дороги.